# 綠井站
綠井站（日语：／ Midorii eki */?）是位於廣島縣廣島市安佐南區綠井四丁目，西日本旅客鐵道（JR西日本）的可部線車站。車站編號為JR-B09。

## 歷史
- 1910年（明治43年）12月25日 - 大日本軌道（日语：大日本軌道）廣島支社線古市橋站至太田川橋停留場（現時：上八木站）之間開通，綠井站啟用。
- 1919年（大正8年）3月11日 - 大日本軌道廣島支社線轉議至可部軌道，成為可部軌道的車站。
- 1926年（大正15年）5月1日 - 可部軌道與廣島電氣合併，成為廣島電氣車站。
- 1931年（昭和6年）7月1日 - 廣島電氣線轉讓給廣濱鐵道，成為廣濱鐵道車站。
- 1935年（昭和10年）12月1日 - 降級至停留場，成為綠井停留場。
- 1936年（昭和11年）9月1日 - 廣濱鐵道被國有化，成為國有鐵道可部線車站。同時再次升級至車站，名為綠井站。
- 1948年（昭和23年）5月10日 - 開始起卸小型行李[1]。
- 1984年（昭和59年）2月1日 - 結束行李起卸業務。
- 1987年（昭和62年）4月1日 - 伴隨國鐵分割民營化，車站由西日本旅客鐵道（JR西日本）營運。
- 1992年（平成4年）11月1日 - 開設綠色窗口[2]。
- 1994年（平成6年）8月20日 - 交會設備工程完成。隨著大町站開業，此站開始設有折返列車班次。
- 2007年（平成19年）
  - 7月26日 - 設置可支援ICOCA的簡易型自動閘機。
  - 9月1日 - 此站開始可以使用IC卡「ICOCA」。
- 2014年（平成26年） 8月20日 - 受到2014年8月日本暴雨（日语：平成26年8月豪雨）的影響，廣島市發生泥石流。此站至可部站之間於當天至8月31日之間暫停服務[3][4][5][6]。
- 2021年（令和3年）7月1日 - 車站業務委托公司由JR西日本廣島MAINTEC（日语：JR西日本広島メンテック）轉為JR西日本中國交通服務（日语：JR西日本中国交通サービス）[7]。

## 車站構造
車站是一座地面車站，設有1面2線的島式月台。車站大樓位於路軌東邊靠近廣島一方。月台與大樓之間設有站內平交道連接。
在1994年（平成6年），隨著大町站開業，古市橋站至大町站會有大量旅客使用，因此於綠井加設折返和交會設施，使列車可前往此站進行折返或交會。車站由單式月台變為島式月台。同時，車站周邊進行大規模開發，加設大型迴旅路和停車場，新設巴士站。
此站是由可部站管理的業務委託車站，委托JR西日本相關公司JR西日本廣島Maintec負責車站業務。車站可以使用ICOCA與其互相可以使用的IC卡。此站位於JR特定都區市內制度中，「廣島市內」的車站。車站印章為「「毘沙門節」之車站」。
此站設有綠色窗口，營業時間為6:30~22:00。

### 月台
| 月台 | 路線   | 上下行 | 方向               |
| ---- | ------ | ------ | ------------------ |
| 1    | 可部線 | 上行   | 橫川、廣島方向     |
| 2    | 可部線 | 下行   | 可部、安藝龜山方向 |

基本上，1號月台為廣島方向月台，2號月台為可部方向月台。但是在場內信號燈中，由於前往可部方向列車不可進入1號月台（但兩月台可向兩方向出發），因此從此站出發的列車（前往廣島方向）會使用2號月台，當時可部方向列車會使用1號月台。
在設置列車交會設備前，此站設有單式月台，月台在路軌西邊（前往可部方向的列車會開啟左邊車門），車站大樓與現在同樣都是在路軌東邊。車站出入口從前位於車站大邊南邊，現時在車站大樓東邊。

## 利用狀況
以下為各年度的使用人次。
| 年度               | 1日平均 乘車人次 | 年度總人次 | 定期票 人次 | 普通票 人次 |
| ------------------ | ---------------- | ---------- | ----------- | ----------- |
| 1968年（昭和43年） | 647.0            | 472,337    | 373,860     | 98,477      |
| 1969年（昭和44年） | 566.6            | 413,647    | 310,398     | 103,249     |
| 1970年（昭和45年） | 546.6            | 399,003    | 300,632     | 98,371      |
| 1971年（昭和46年） | 537.6            | 393,542    | 299,966     | 93,576      |
| 1972年（昭和47年） | 488.3            | 356,492    | 272,734     | 83,758      |
| 1973年（昭和48年） | 554.5            | 404,807    | 274,232     | 130,575     |
| 1974年（昭和49年） | 652.0            | 475,990    | 330,442     | 145,548     |
| 1975年（昭和50年） | 691.4            | 506,107    | 351,386     | 154,721     |
| 1976年（昭和51年） | 742.7            | 542,168    | 376,124     | 166,044     |
| 1977年（昭和52年） | 721.8            | 526,942    | 357,814     | 169,128     |
| 1978年（昭和53年） | 721.7            | 526,839    | 370,572     | 156,267     |

以上的1日平均乘車人次中，假設乘車和下車人次是相同，是以該年度總人次除以365（在閏年度，即1963、1967、1971和1975年度除以366），然後取捨至一位小數點。
| 年度                | 1日平均 乘車人次 |
| ------------------- | ---------------- |
| 1979年（昭和54年）  | 754              |
| 1980年（昭和55年）  | 746              |
| 1981年（昭和56年）  | 797              |
| 1982年（昭和57年）  | 801              |
| 1983年（昭和58年）  | 791              |
| 1984年（昭和59年）  | 842              |
| 1985年（昭和60年）  | 893              |
| 1986年（昭和61年）  | 984              |
| 1987年（昭和62年）  | 1,249            |
| 1988年（昭和63年）  | 1,696            |
| 1989年（平成 元年） | 1,478            |
| 1990年（平成02年）  | 1,696            |
| 1991年（平成03年）  | 1,859            |
| 1992年（平成04年）  | 2,025            |
| 1993年（平成05年）  | 2,150            |
| 1994年（平成06年）  | 1,875            |
| 1995年（平成07年）  | 1,543            |
| 1996年（平成08年）  | 1,539            |
| 1997年（平成09年）  | 1,604            |
| 1998年（平成10年）  | 1,548            |
| 1999年（平成11年）  | 1,540            |
| 2000年（平成12年）  | 1,506            |
| 2001年（平成13年）  | 1,439            |
| 2002年（平成14年）  | 1,425            |
| 2003年（平成15年）  | 1,543            |
| 2004年（平成16年）  | 1,895            |
| 2005年（平成17年）  | 2,192            |
| 2006年（平成18年）  | 2,340            |
| 2007年（平成19年）  | 2,455            |
| 2008年（平成20年）  | 2,533            |
| 2009年（平成21年）  | 2,527            |
| 2010年（平成22年）  | 2,461            |
| 2011年（平成23年）  | 2,418            |
| 2012年（平成24年）  | 2,519            |
| 2013年（平成25年）  | 2,538            |
| 2014年（平成26年）  | 2,574            |
| 2015年（平成27年）  | 2,574            |
| 2016年（平成28年）  | 2,650            |
| 2017年（平成29年）  | 2,706            |
| 2018年（平成30年）  | 2,742            |
| 2019年（令和元年）  | 2,729            |

乘車人次圖表

## 車站周邊

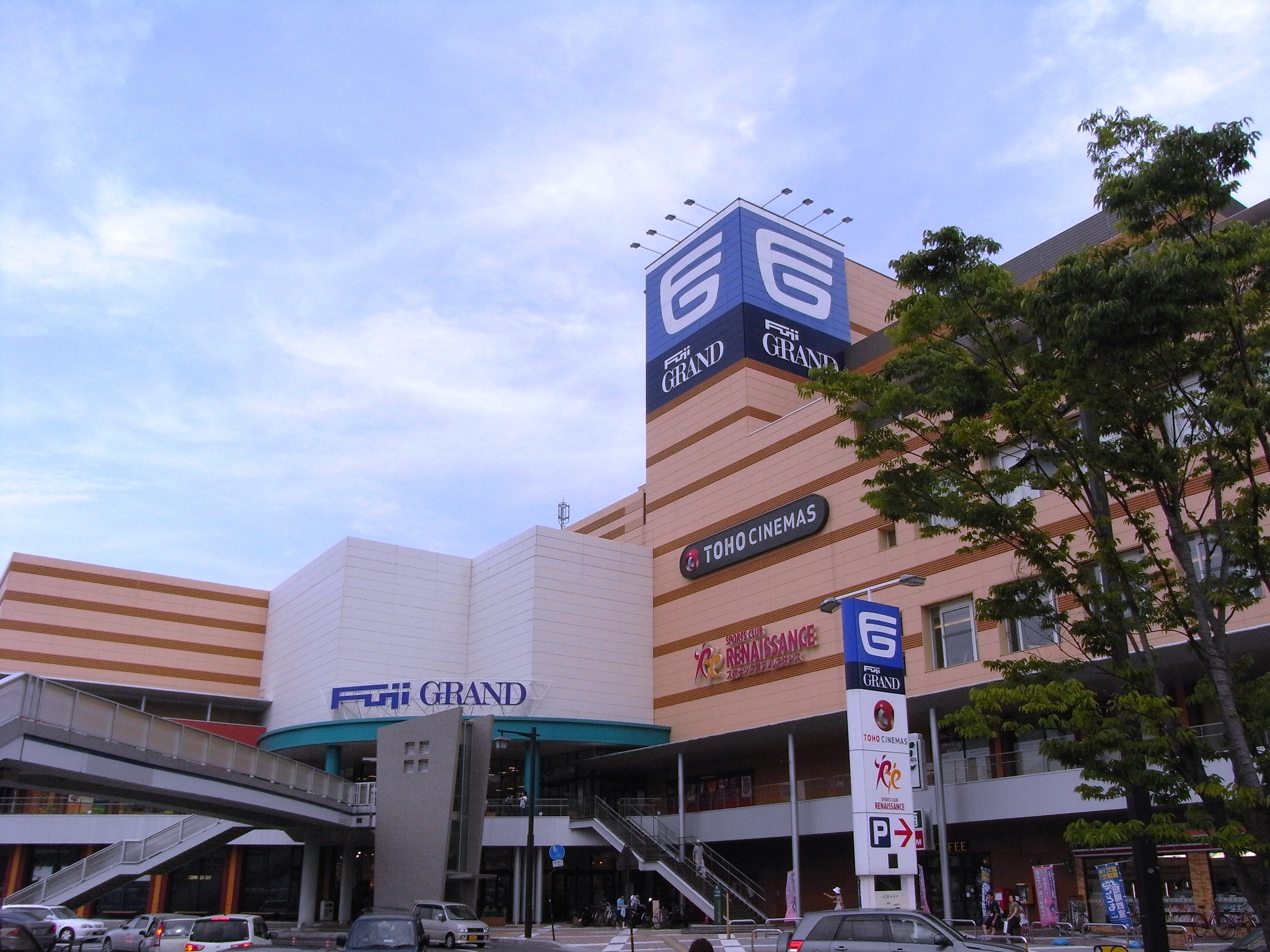
Fuji Grand綠井

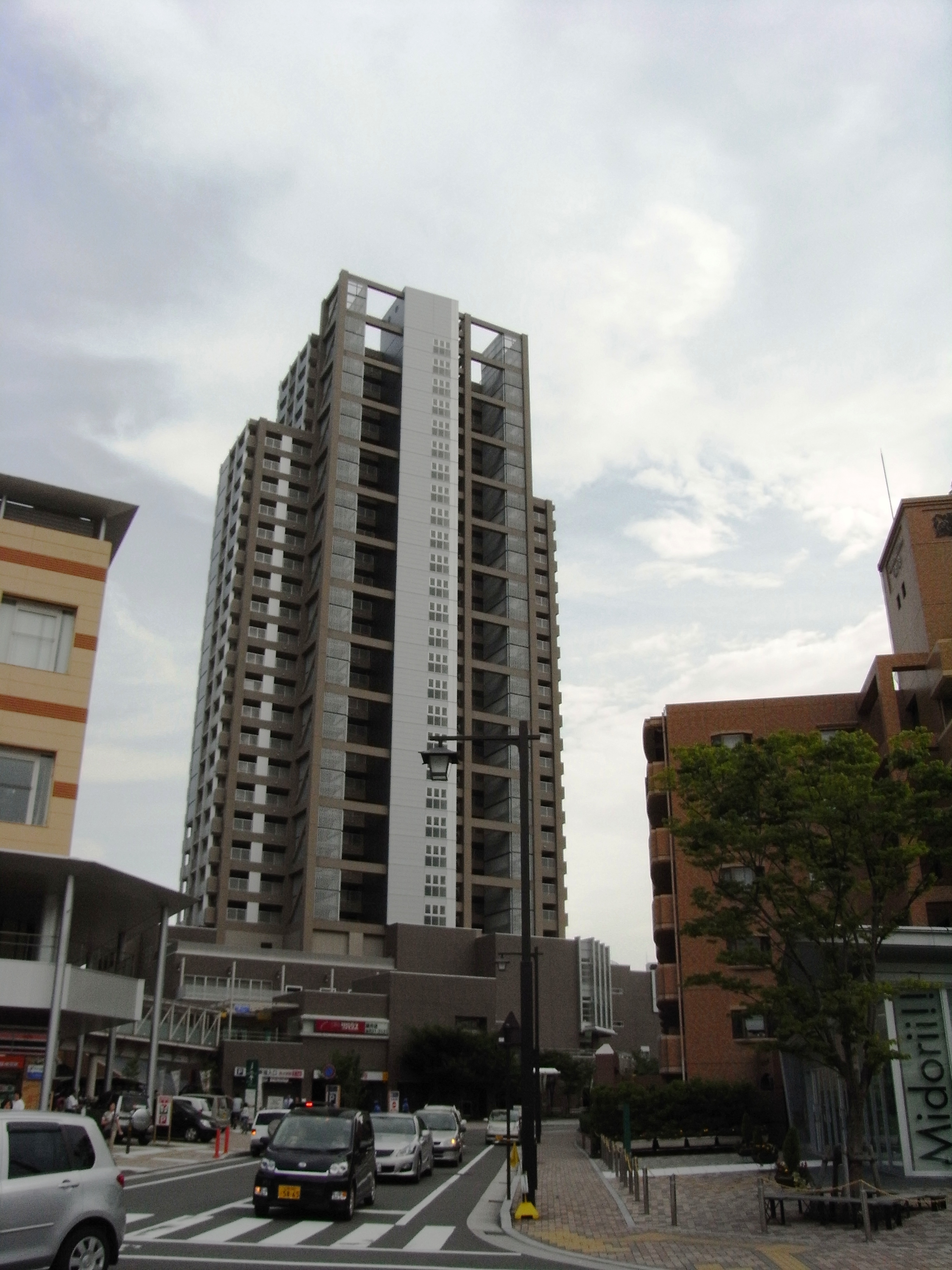
綠井Sky stage

- Fuji Grand綠井、綠井Sky stage（日语：フジグラン緑井）
  - 綠井TOHO戲院（日语：TOHOシネマズ）
- 天滿屋廣島綠井店（日语：天満屋広島緑井店）
- 小島×Bic Camera廣島Inter綠井店
- 綠井站巴士站（FORBLE（日语：フォーブル））
- 中綠井巴士站（廣島電鐵（日语：広電バス）、廣島交通（日语：広島交通））
- 藝備線安藝矢口站（東邊1.5公里）
- DOCOMO商店綠井店
- 廣島下綠井郵局
- 廣島銀行綠井分店
- 紅葉銀行綠井分店
- 廣島信用金庫（日语：広島信用金庫）綠井分店
- 廣島市立安佐中學（日语：広島市立安佐中学校）
- 廣島市立綠井小學（日语：広島市立緑井小学校）
- 廣島市立川內小學（日语：広島市立川内小学校）

## 相鄰車站
西日本旅客鐵道
可部線
大町（JR-B08）－綠井（JR-B09）－七軒茶屋（JR-B10）

## 注腳
1. ↑  「運輸省告示第143号」『官報』1948年5月07日（國立國會圖書館數碼化收藏）
2. ↑  JR時間表1992年11月號、12月號
3. ↑  8月16日から続く大雨等による被害状況について（第６報）PDF （日語） - 國土交通省 災害情報，2014年8月20日 截至15:00
4. ↑  広島大規模土砂災害で可部線など不通 （页面存档备份，存于）（日語） - response 2014年8月20日
5. ↑   (新闻稿). 西日本旅客鉄道. 2014-08-22  [2021-05-29]. （原始内容存档于2021-06-03） （日语）.
6. ↑   (新闻稿). 西日本旅客鉄道. 2014-08-29  [2021-05-29]. （原始内容存档于2021-06-02） （日语）.
7. ↑   (PDF). 西日本旅客鐵道株式會社. 2021-04-01  [2021-04-06]. （原始内容存档 (PDF)于2021-04-11） （日语）.
8. ↑  《廣島市統計書》
9. ↑  《廣島市勢要覧》

## 外部連結
- 綠井｜車站資訊：JR出門網 - 西日本旅客鐵道